# Lenča
Lenča je žensko osebno ime.

## Izvor imena
Ime Lenča je različica imena Helena.

## Pogostost imena
Po podatkih Statističnega urada Republike Slovenije je bilo na dan 31. decembra 2007 v Sloveniji število ženskih oseb z imenom Lenča: 20.

## Osebni praznik
V koledarju je ime Lenča skupaj z imenom Helena; god praznuje 15. aprila ali 18. avgusta.

## Znane osebe
Lenča Ferenčak, igralka